# Кабофріенсе (футбольний клуб)
«Кабофріенсе» (порт. Cabofriense) — бразильський футбольний клуб, який базується в місті Кабо-Фріо, штат Ріо-де-Жанейро. Заснований 15 листопада 1955 року як «Associação Atlética Cabofriense», і після того, як команда припинила участь у професійних змаганнях у 1993 році, деякі з колишніх офіційних осіб клубу сформували нову команду в 1997 році під назвою «Associação Desportiva Cabofriense».